# Opius restrictus
Opius restrictus är en stekelart som beskrevs av Fischer 1964. Opius restrictus ingår i släktet Opius och familjen bracksteklar. Inga underarter finns listade i Catalogue of Life.